# غامبت (قصص مصورة)
غامبت هو شخصية خيالية في مارفل كومكس،ظهرت الشخصية لأول مرة في 1990.